# Sábios do conselho
O sábios do conselho (em italiano: savii del consiglio), também conhecido como grande sábios (em italiano: savii grandi), foram magistrados seniores da República de Veneza. Eles foram criados em 1380 para assistir os conselhos que compreendiam o governo da república. Seu dever era "preparar a agenda [do governo], definir resoluções, defendê-las, e supervisionar sua execução". Os sábios, seis em número, foram escolhidos dentre os membros do senado veneziano (em italiano: Consiglio dei Pregadi), de onde provém o nome deles.
Os sábios estiveram sempre presentes em, e eram responsáveis pela agenda, das deliberações diárias do Colégio Completo (o gabinete veneziano). Também foram obrigados a estarem presentes em todas as seções do Conselho dos Dez que lidava com assuntos estrangeiros. Consequentemente, e uma vez que proposta alguma podia aparecer para ser votada diante do senado sem ter sido primeiro revisada pelo colégio, os sábios compunham um pequeno núcleo de oficiais que exerciam boa parte do controle sobre o governo da república, junto com o doge, e seus conselheiros ducais, e os chefes dos Dez.